# Traiguera
Traiguera (en valencien et en castillan) est une commune d'Espagne de la province de Castellón dans la Communauté valencienne. Elle est située dans la comarque du Baix Maestrat et dans la zone à prédominance linguistique valencienne. Elle fait partie de la mancomunidad de la Taula del Sénia.

## Géographie

Localisation de Traiguera
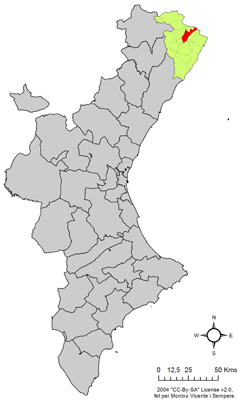
dans la Communauté valencienne.
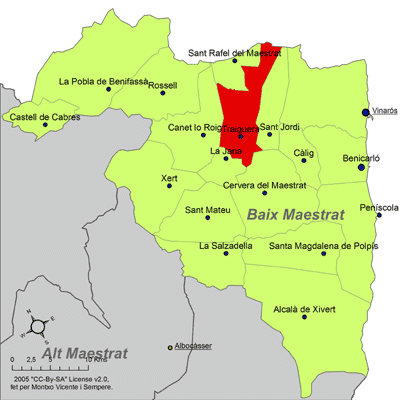
dans la comarque du Baix Maestrat.

La commune est située au nord de la province de Castellón, en plein cœur du Maestrazgo.
Elle est orientée vers le sud, exploitant la pente de la montagne; les rues et les maisons profitent de l'inclinaison du terrain; le côté nord est coupé brusquement par un rempart, dont sont conservés des restes de la muraille médiévale et une porte qui fermait l'enceinte.
On accède à cette localité depuis Castellón en prenant la CV-10 puis la N-232.

### Localités limitrophes
Traiguera est voisine des communes de:
San Rafael del Río, San Jorge, Cervera del Maestre, La Jana, et Canet lo Roig toutes dans la province de Castellón.

## Histoire
Entre les VIe – Ier siècle av. J.-C., existait la cité ibère appelée Ilercavonia, d'où est issu le chef mythique Mandonio ou le Viriathe du Maestrazgo, appelé ainsi pour avoir uni les tribus ilercavones contre le général romain Scipion. La résistance brisée, la romanisation de ces terres rencontra peu d'obstacles. Mais l'importance de la ville s'est maintenue, comme le confirme le choix de la traversée de la ville par la Vía Augusta, ce qui accéléra le processus avec toutes ses implications économiques, culturelles, politiques, etc. On conserve de cette période un Dionysos en bronze, des restes de céramiques et quelques gisements encore non exploités.
Neuf siècles de présence musulmane (718-1232) laissèrent une empreinte profonde dans la toponymie, dans la langue, dans les coutumes.
Les deux convocations aux Cortes (1411 et 1421) reflète l'importance de cette commune, renforcée par son essor économique au XVIe siècle, basé sur l'agriculture et le commerce. Elle participa aux évènements historiques les plus importants : guerre de Succession au XVIIIe siècle, contre l'invasion des français et aux trois guerres carlistes.

### Les Hospitaliers et l'ordre de Montesa
Au XIIIe siècle le roi Jacques Ier le Conquérant conquit ces terres pour la chrétienté, qui passèrent d'abord au pouvoir aux Hospitaliers de l'ordre de Saint-Jean de Jérusalem  et ensuite de celui de l'ordre de Montesa.

## Démographie
| 1990  | 1992  | 1994  | 1996  | 1998  | 2000  | 2002  | 2004  | 2005  |
| ----- | ----- | ----- | ----- | ----- | ----- | ----- | ----- | ----- |
| 1 670 | 1 637 | 1 637 | 1 597 | 1 586 | 1 588 | 1 596 | 1 561 | 1 632 |

## Administration
| Liste des Alcades |                         |           |         |
| Période           | Identité                | Parti     | Qualité |
| 1979-1983         | -                       | -         | -       |
| 1983-1987         | -                       | -         | -       |
| 1987-1991         | -                       | -         | -       |
| 1991-1995         | -                       | -         | -       |
| 1995-1999         | -                       | -         | -       |
| 1999-2003         | -                       | -         | -       |
| 2003-2007         | Braulio Vericat Climent | PSPV-PSOE | -       |

## Économie
Son économie repose sur l'agriculture; les oliviers, les amandiers et les agrumes sont les produits les plus importants. L'élevage intensif, avicole et ovin, sert de complément.
La céramique de Traiguera, compte douze siècles de tradition, bien que certains experts situent son origine dans la culture ibérique d'où viendraient certains des thèmes décoratifs. Ce qui n'est pas douteux, c'est que depuis les premiers moments de l'occupation arabe existent de nombreux ateliers artisanaux organisés en corporations, qui ont perduré jusqu'au siècle passé avec 35 fours en fonctionnement. Actuellement, trois maîtres céramistes continuent la tradition avec des fours en activité.

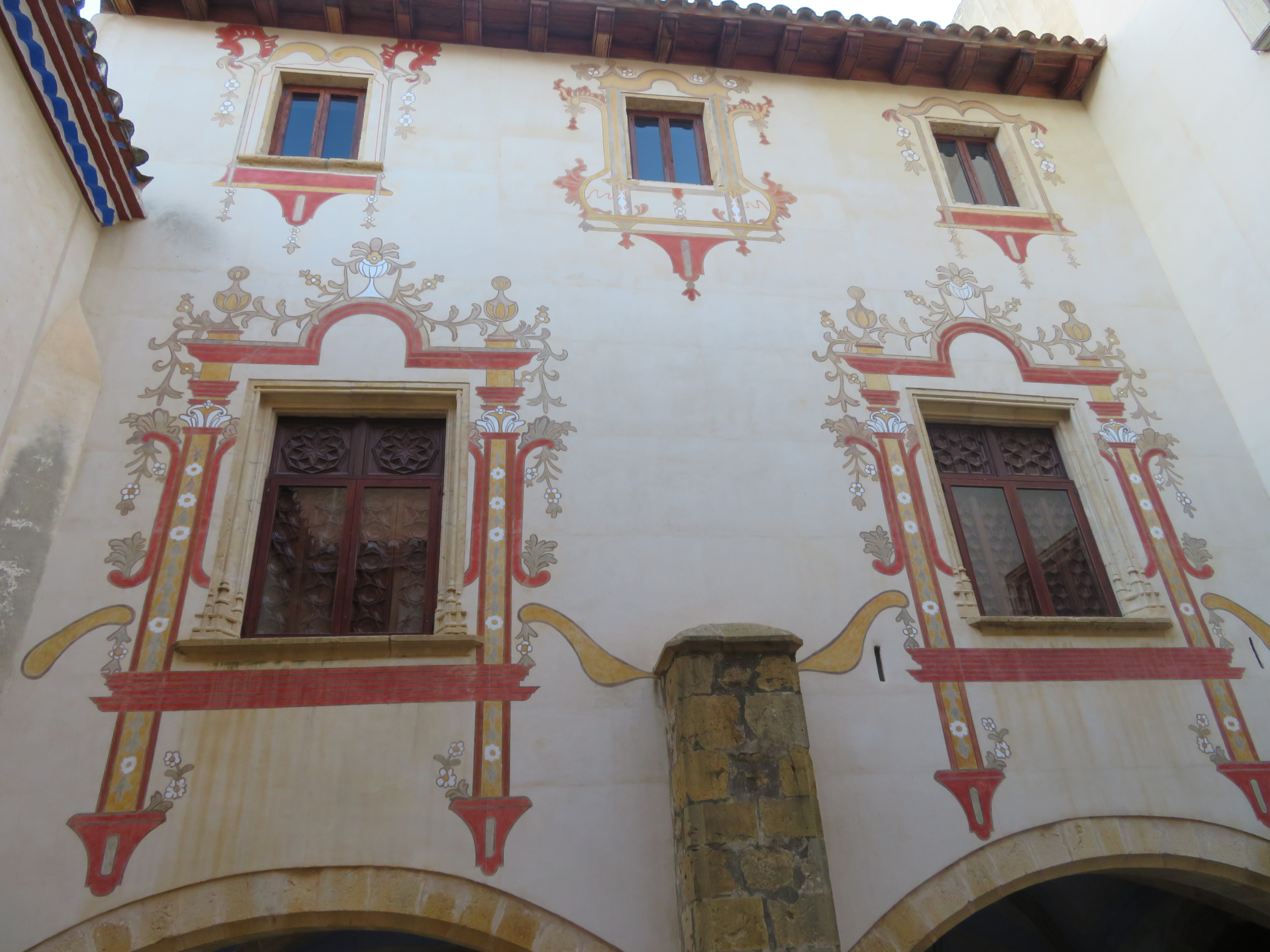
Real Santuario de la Virgen de la Salud. Ermita de la Virgen de la Fuente de la Salud

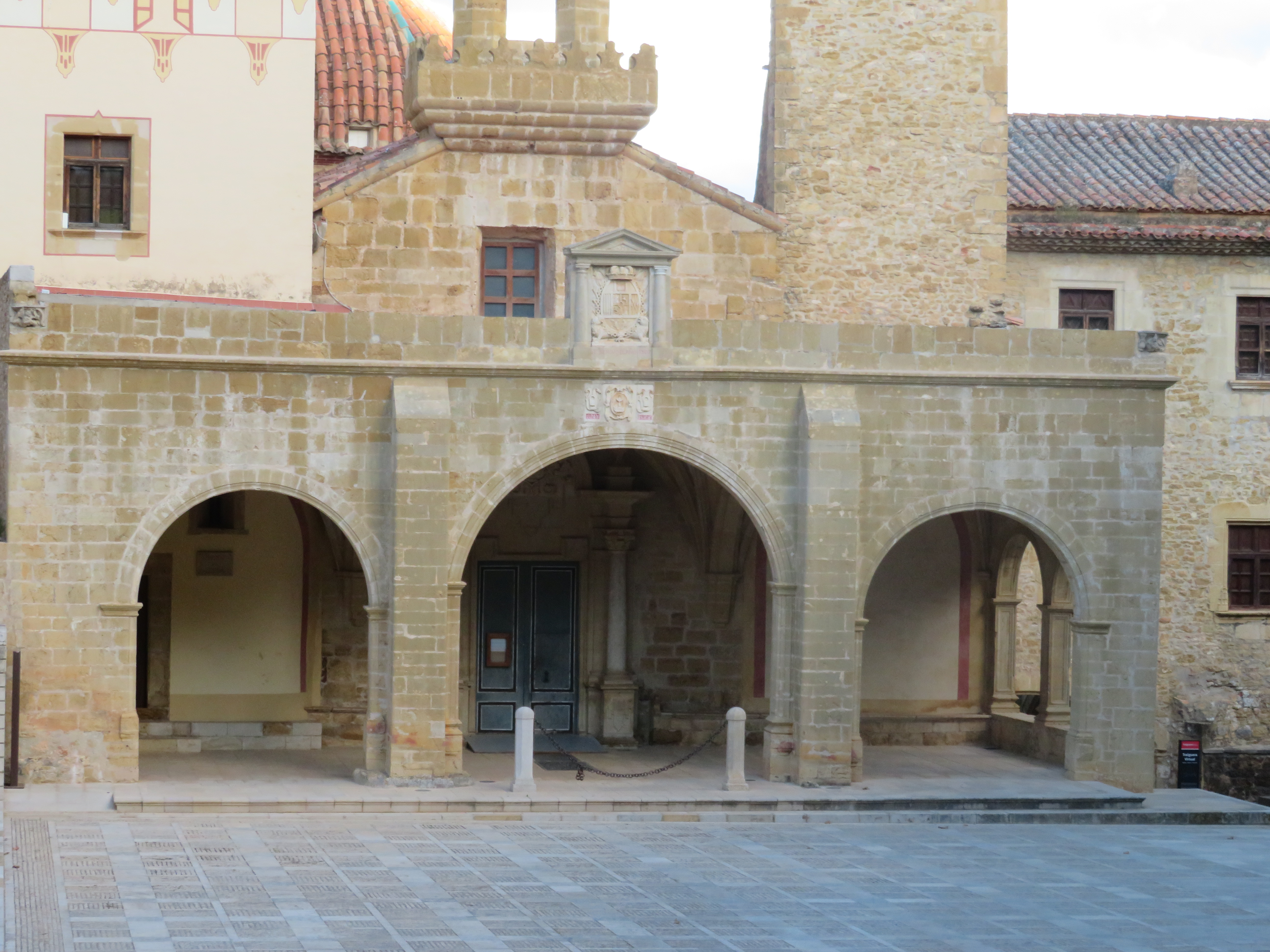
Real Santuario de la Virgen de la Salud

## Monuments et sites

### Monuments religieux
- Real Santuario de Nuestra Señora de la Fuente de la Salud L'histoire du Real Santuario commence avec l'édification d'une petite chapelle en 1384. La renommée de la Fuente de la Salud dépasse les frontières comarquales. D'illustres personnages de l'histoire d'Espagne comme le Pape Alexandre VI, Charles Quint et Philippe II, entre autres, firent une visite à la Fuente de la Salud et ont manifesté un grand intérêt à ce sanctuaire. Cela explique qu'entre les XVe et XVIIIe siècles, ait été édifié cet impressionnant ensemble. L'ermitage possède deux accès avec des portes en arcs surbaissés. L'édifice est couronné par un clocheton de l'ancienne église gothique de 1439. Son intérieur est fait d'une seule nef divisée en quatre travées avec un transept, des arcs d'ogive dans la nef et un arc triomphal dans le chevet. Dans la chapelle principale, l'autel de la Vierge a un accès protégé par une balustrade en bois du XVIIIe siècle. Sur le côté, une fontaine délivre l'eau miraculeuse. Parmi toutes les décorations, notons les fresques de Vicente Guilló. Leur style est de caractère figuratif-allégorique quand il s'agit des personnages bibliques, et a un ton plus narratif, pour les scènes de la Vierge de la Fuente de la Salud. Sont également importants les stucs dorés avec des motifs de rocaille, ainsi que les restes d'une frise de plinthes de Manises.

Selon la tradition, au XIVe siècle, eut lieu l'apparition à deux pasteurs d'une image de la Vierge, dans la source des eaux curatives qui se trouvait là. Depuis, les pèlerins des nombreux villages des alentours, parcourent tous les ans ce chemin, jalonné par sept stations de croix qui symbolisent les Sept Douleurs de la Vierge.
- Real Santuario de la Virgen de la Salud Chapelle de San Vicente.

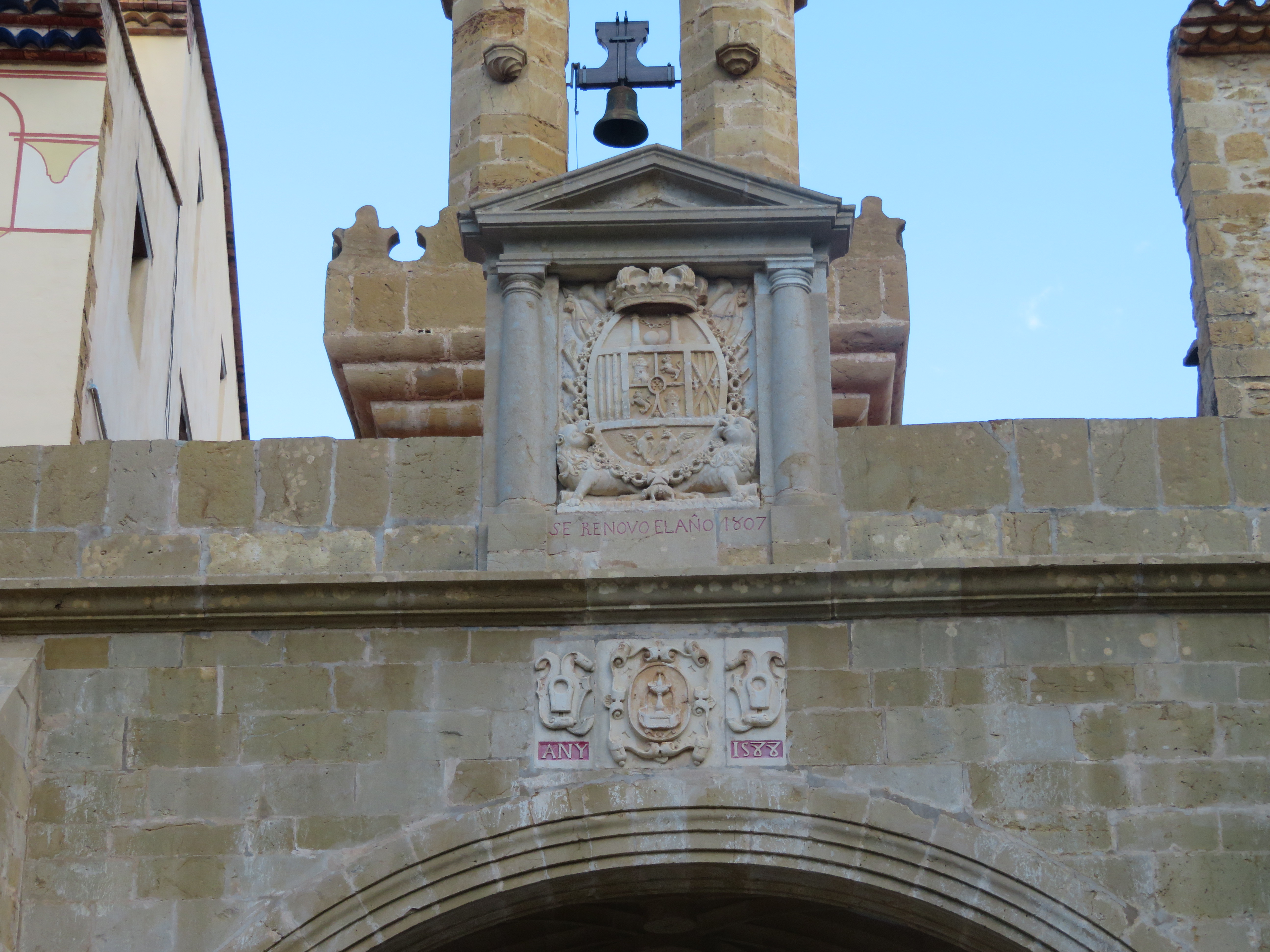
Real Santuario de la Virgen de la Salud

- Ermitage de San Jaime. De style gothique (XVIIe siècle).
- Ermitage de San Blas. De style néoclassique (XVIIIe – XIXe siècles). Il abrite le musée municipal de céramique qui contient des pièces de diverses époques et techniques.
- Iglesia Parroquial (église paroissiale). Dès son origine, elle a eu à subir de nombreuses transformations. Elle a des voûtes en croisée d'ogives gothiques à l'intérieur, une tour-clocher du XVe siècle et une façade principale de style Renaissance du XVIIe siècle. Son musée paroissial contient d'importantes pièces d'orfèvrerie, une custode d'argent de l'orfèvre Joan Olcina (1414); une grande croix processionnelle en argent de Bernat de Santalínea (1415) et une petite croix processionnelle également en argent, de Joan Santalínea (1476-1526), ainsi que des statues polychromes, des restes du retable du sanctuaire de la Vierge et d'intéressantes pièces archéologiques témoins des époques ibérique et romaine.

### Monuments civils
- Ayuntamiento (mairie). Édifice gothique du XVe siècle avec des fenêtres géminées et une porte d'entrée en arc d'ogive.
- Casa con pórtico. Il s'agit de l'unique reste de maison avec portique, en pierres de taille.

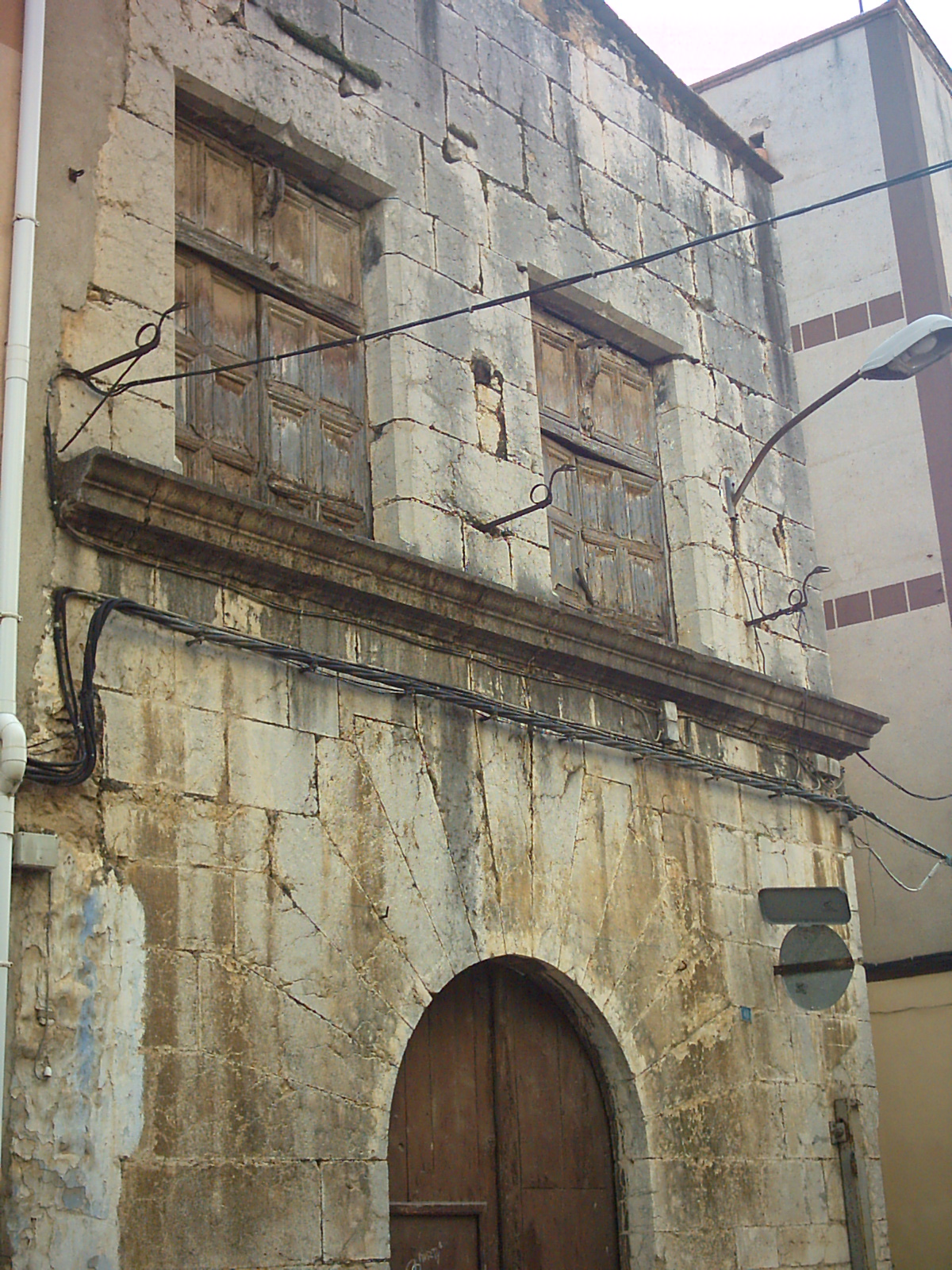
Traiguera

- TraigueraÉdifices Renaissance. Deux édifices de style Renaissance du XVIIe siècle existent dans la calle Mayor.

### Sites
- Fuente de San Vicente. site  auquel on accède par le chemin de "L'Arjup", ancienne citerne.